# Wunderline
Als Wunderline wird ein im Bau befindliches deutsch-niederländisches Ausbauprojekt der Bahnverbindung zwischen Bremen und Groningen bezeichnet. Durch den Ausbau der bestehenden Strecken Bremen–Oldenburg, Oldenburg–Leer und Ihrhove–Groningen soll die Fahrzeit zwischen den Städten in der letzten Ausbaustufe auf 2 Stunden und 11 Minuten reduziert werden. Die Strecke misst eine Länge von 173 Kilometern. Des Weiteren stellt dieser Ausbau einen Teilabschnitt der Bahnverbindung zwischen Kopenhagen und Amsterdam dar. Das Projekt soll bis 2030 abgeschlossen werden.

## Geschichte
Die Geschichte der Wunderline reicht bis in das 19. Jahrhundert zurück, als die Königreiche Hannover und Niederlande einen Staatsvertrag über die Bahnverbindung Harlingen – Leeuwarden – Groningen – Leer abschlossen. Anschließend begann der Bau der Bahnstrecke, sodass 1876 die erste Bahnverbindung zwischen Groningen und Deutschland den Betrieb aufnahm. Aufgrund des Zweiten Weltkrieges wurde die Eisenbahnverbindung unterbrochen.

### Nachkriegszeit
Am 4. Oktober 1949 berichtete die Nordwest-Zeitung, dass der Verkehr vorerst mit Omnibussen wieder aufgenommen wurde, da die Friesenbrücke vor dem Kriegsende gesprengt worden war. Nachdem die Brücke wiedererrichtet wurde, rollten ab dem 9. Oktober 1951 wieder Züge zwischen Bremen und Groningen. Allerdings betraf dies nur den Güterverkehr, während die Personenbeförderung weiterhin durch Busse erfolgte. Die Industrie- und Handelskammer Groningens beklagte sich später, dass diese Güterverbindung den Bedarf nicht decke und weitere Eisenbahnverbindungen erforderlich seien. Zum Sommerfahrplan 1958 einigte man sich, das Angebot auf der Strecke durch zwei niederländische Dieselzüge ausbauen, welche später um ein weiteres Paar der Bundesbahn ergänzt werden sollten. Angestoßen von der Verbesserung der Bahnverbindung zwischen Groningen und Bremen organisierten Oldenburger und Groninger Künstler gegenseitige Kunstausstellungen in ihren Städten. Mit dem Sommerfahrplan des Jahres 1960 wurde ein Kurswagen ergänzt, welcher in Groningen in einen Schnellzug nach Amsterdam integriert wurde. Somit wurde eine umsteigefreie Verbindung nach Amsterdam geschaffen. Sein 10-jähriges Jubiläum feierte der deutsch-niederländische Eisenbahneraustausch in der Region, welcher sich nach dem Krieg bildete, 1965 in Oldenburg.
1966 vereinbarten die Bundesrepublik und die Niederlande in einem Staatsvertrag, die grenzüberschreitende Bahnverbindung zu garantieren und zu fördern.

### Planungen als Transrapid-Strecke
Zum Beginn des neuen Millenniums wurde der Bau einer Transrapid-Strecke auf der Relation Hamburg – Bremen – Groningen – Amsterdam diskutiert. Der Bau wurde u. a. durch Sigmar Gabriel, damals Ministerpräsident Niedersachsens, und Henning Scherf, damals Oberbürgermeister Bremens, befürwortet. Man erhoffte sich dabei Synergieeffekte aufgrund der bestehenden Teststrecke im Emsland.
Die Bayern, die Berliner, die Hessen haben den Transrapid als Kurzstrecken-Zubringerdienst für ihre Flughäfen vorgeschlagen. Macht das Sinn: Eine Milliarden-Investition für ein paar Minuten Zeitgewinn für ein paar ewig eilige Geschäftsleute? Dann doch wohl eher eine Verbindung, die Europa zusammenwachsen lässt: Von Hamburg und Bremen über Oldenburg, Leer und Groningen nach Amsterdam. Und von da aus auf schon bestehenden Strecken nach Brüssel, Paris oder London. Damit wäre ein europäisches Hochgeschwindigkeitsnetz geknüpft. - Henning Scherf
Die Transrapid-Strecke blieb jedoch unverwirklicht.

### Ausbau der bestehenden Infrastruktur
2014 kündigte die Provinz Groningen an, 85 Millionen Euro in den Ausbau der Verbindung Groningen – Bremen investieren zu wollen. Dadurch soll insbesondere der eingleisige Streckenabschnitt für den Begegnungsverkehr ertüchtigt werden, um Schnellzüge zusätzlich zum bestehenden Regionalverkehr fahren lassen zu können. Zu diesem Zeitpunkt erhielt die Verbindung ebenso ihren heutigen Namen Wunderline. Ursprünglich sollte die Ertüchtigung bis 2019 umgesetzt werden.
Im Jahr 2017 wurde die Wunderline als Priorität in den Koalitionsvertrag der schwarz-roten Landesregierung Niedersachsens aufgenommen. 2019 unterzeichneten die Freie Hansestadt Bremen, das Land Niedersachsen und die Provinz Groningen eine Kooperationsvereinbarung für die Bauphasen. Im Jahr 2023, vier Jahre nach der ursprünglich angedachten Fertigstellung, begannen die Bauarbeiten an dem Projekt.
Zu den Arbeiten gehören: Erneuerung von Eisenbahnbrücken und Verlegung neuer Gleise, Elektronisches Stellwerk in Ihrhove, Teilwiedereröffnung und Ertüchtigung zwischen der Staatsgrenze und Ihrhove, Arbeiten an Gleisen, Weichen, Brücken, Durchlässen, Signalen, Oberleitungen und die Anpassung und Erneuerung von Bahnübergängen.
Der Fahrgastverband Pro-Bahn forderte im Rahmen des Projektes eine weitere Erhöhung der Taktungen auf der Strecke, etwa durch eine IC-Relation Bremen – Groningen mit nur 90 Minuten Fahrzeit, den Zubau weiterer Gleise sowie eine verlängerte Nutzungsdauer der Friesenbrücke für den Zugverkehr – Schiffs- und Bahnverkehr teilen sich die Nutzungszeiten der Brücke.
Im Februar 2024 wurde der Verkehr zwischen Bad Nieuweschans und Weener für die Bauarbeiten eingestellt. Die 1. Baustufe sollte ursprünglich im Dezember 2024 abgeschlossen werden, soll sich jedoch wegen häufigen Starkregens und hieraus folgendem Hochwasser und Lieferengpässen bis Ende 2025 verzögern.

## Historische Verbindungen
Datenbanken wie fernbahn.de geben Aufschlüsse über bestehende Wunderline-Verbindungen, teils unter anderen Namen, seit spätestens 1977. Die nachfolgende Liste umfasst alle Züge ab Groningen, es gab entsprechende Gegenzüge. Die Relation wurde somit sechsmal am Tag bedient, dreimal in Richtung Groningen und dreimal in Richtung Bremen / Hannover / Braunschweig.
| Jahr    | Linie                 | Linienverlauf                | Takt    | Reisezeit |
| ------- | --------------------- | ---------------------------- | ------- | --------- |
| 1977/78 | E 2031 Oldenburg-City | Groningen – Bremen Hbf       | täglich | 2h 36min  |
| 1977/78 | D 933                 | Groningen – Hannover Hbf     | täglich | 3h 39min  |
| 1977/78 | E 2035                | Groningen – Braunschweig Hbf | täglich | 5h 15min  |
| 1984/85 | D 2034                | Groningen – Bremen Hbf       | täglich | 2h 34min  |
| 1984/85 | D 933                 | Groningen – Hannover Hbf     | täglich | 3h 49min  |
| 1984/85 | E 2035                | Groningen – Braunschweig Hbf | täglich | 5h 10min  |

## Finanzierung
Die Bauvorhaben werden von verschiedenen Akteuren finanziert und unterstützt:
| Institution       | Fördermittel                                        | Höhe der Zuwendung | Nachweis |
| ----------------- | --------------------------------------------------- | ------------------ | -------- |
| Europäische Union | Förderung für Bauphase 1 bis November 2023          | 12,7 Mio. Euro     | [ 5 ]    |
| Europäische Union | CEF-T-Fördermittel für vorbereitende Untersuchungen | 8,3 Mio. Euro      | [ 5 ]    |
| Niederlande       | Förderung im Jahr 2019                              | 17 Mio. Euro       | [ 5 ]    |
| Niederlande       | Förderung im Jahr 2014                              | 17 Mio. Euro       | [ 5 ]    |
| Groningen         | Förderung im Jahr 2014                              | 85 Mio. Euro       | [ 5 ]    |

## Neubau der Friesenbrücke
Ein zentraler Baustein des Projektes ist der Neubau der Friesenbrücke. Diese wurde im Jahr 2015 von einem Schiff gerammt und ist seither unpassierbar, weshalb kein ununterbrochener Zugverkehr zwischen Bremen und Groningen möglich ist. Die Fertigstellung der Brücke soll Mitte 2025 erfolgen.